# Château de Croze
Ne doit pas être confondu avec Château des Crozes.
Pour les articles homonymes, voir Croze (homonymie).
Le château de Croze, ou Crozes, est un château situé à Sarrazac, dans le département du Lot, en France.

## Localisation
Le château est situé sur le territoire de la commune de Cressensac-Sarrazac. C'est une propriété privée.

## Historique
Le mas de Crozes appartient à partir de 1470 par Étienne de Vieilleschièzes, seigneur du Bastit, procureur de la vicomté de Turenne, à l’emplacement d’une ancienne maison forte qu'il a acquis des feux nobles Galhard et Jean Paulin. Le pavillon rectangulaire muni de meurtrières situé à l'est du château peut être un vestige du logis primitif attesté au XIIIe siècle. Le château actuel a été construit au dernier quart du XVe siècle avec le tour hexagonale de l'escalier à vis en saillie de la façade sud.
Des douves ont été aménagées au XVe et XVIe pour protéger l'édifice.
Dans le dénombrement de 1504, le château appartient à Pierre de Vielheschezes, seigneur du Bastit, qui tient le domaine de Croze, sans la justice, du vicomte de Turenne.
Ses descendants ont conservé le fief jusqu’à la mort de Raymond de Vieilleschièzes, en 1611. N'ayant pas d'héritier direct, le fief passe à Jean de Marqueyssac, son neveu. Les Marqueyssac ont conservé le château jusqu'en 1813. Le château a été réaménagé au XVIIIe siècle en ouvrant de grandes baies et en décorant les pièces de boiseries et de stucs de style rocaille. Une grosse tour ronde à mâchicoulis a été construite au XVIIIe siècle et flanque le bâtiment à l'angle nord-est.
Les Marqueyssac ont vendu le château à François de Verninac, attaché de son cousin Raymond de Verninac-Saint-Maur, diplomate et préfet sous le Consulat. Raymond de Verninac, originaire de Gourdon, a épousé en 1798 Henriette Delacroix, fille de Charles-François Delacroix, ministre des Relations extérieures au début du Directoire et préfet du Premier empire, et sœur d’Eugène Delacroix. Ce dernier a résidé au château à plusieurs reprises. Il est venu dans leur propriété en 1820 pour achever une convalescence. En 1855, il loge dans une chambre avec vue sur le château de Turenne.
Vers 1860 le château a été entièrement restauré dans le style néogothique.
L'édifice est inscrit au titre des monuments historiques le 17 mars 1999.

## Description
L’édifice est élevé sur un plan rectangulaire, avec à l’Est un pavillon pourvu d’anciennes arquebusières et à l’angle nord-est une tour ronde dotée de canonnières. 
Face à un grand parc, la façade principale intègre une tour polygonale contenant un escalier en vis, desservi par une porte ornée d’un arc en accolade et de pinacles. 
Remanié au XVIIIe siècle pour de grandes baies coiffées de linteaux segmentaires éclairant depuis les couloirs sur lesquels s’ouvre une succession de pièces décorées de boiseries et stucs de style rocaille.
Des vestiges maçonnés des douves subsistent à l’arrière du château.